# Ray Smee
Raymond Lelslie Smee, detto Ray (Shanghai, 25 ottobre 1930 – 14 novembre 2019), è stato un pallanuotista australiano.
Ha partecipato, come membro dell'Australia, alle Olimpiadi di Helsinki 1952 e di Melbourne 1956